# Planfabriksaktiebolaget Pålson
Planfabriksaktiebolaget Pålson grundades 1917 i Malmö av Hjalmar Pålsson. Pålsson som tidigare arbetat vid AB Enoch Thulins Aeroplansfabrik blev den nya firmans chefskonstruktör. Företagets första och enda konstruktion det ensitsiga biplanet PP 1 provflögs på Amager i Danmark 2 maj 1919, eftersom de svenska myndigheterna dragit ut på tillståndet att nyttja svenskt luftrum. Första flygningen i Sverige skedde 18 juni samma år. Flygplanet var en både lyckad och för tiden avancerad konstruktion, men bristen på kunder tvingade företaget att upphöra med produktionen hösten 1919.